# فورت لی (نیوجرسی)
فورت لی (به انگلیسی: Fort Lee) شهری در ایالت نیوجرسی کشور ایالات متحده آمریکا است که جمعیت آن در سرشماری سال ۲۰۱۰ میلادی، ۳۵٬۳۴۵ نفر بوده‌است.